# Tilton (Nou Hampshire)
Tilton és una població dels Estats Units a l'estat de Nou Hampshire. Segons el cens del 2000 tenia 3.477 habitants.

## Demografia
Segons el cens del 2000, Tilton tenia 3.477 habitants, 1.360 habitatges, i 875 famílies. La densitat de població era de 117,3 habitants per km².
Dels 1.360 habitatges en un 30,4% hi vivien nens de menys de 18 anys, en un 48,7% hi vivien parelles casades, en un 10,6% dones solteres, i en un 35,6% no eren unitats familiars. En el 28,1% dels habitatges hi vivien persones soles el 10,8% de les quals corresponia a persones de 65 anys o més que vivien soles. El nombre mitjà de persones vivint en cada habitatge era de 2,39 i el nombre mitjà de persones que vivien en cada família era de 2,89.
Per edats la població es repartia de la següent manera: un 23% tenia menys de 18 anys, un 7% entre 18 i 24, un 28,8% entre 25 i 44, un 24,2% de 45 a 60 i un 16,9% 65 anys o més.
L'edat mediana era de 40 anys. Per cada 100 dones de 18 o més anys hi havia 100,5 homes.
La renda mediana per habitatge era de 41.977$ i la renda mediana per família de 50.143$. Els homes tenien una renda mediana de 32.095$ mentre que les dones 25.227$. La renda per capita de la població era de 19.578$. Entorn del 2,9% de les famílies i el 5,2% de la població estaven per davall del llindar de pobresa.